# Jay Pritzker Pavilion

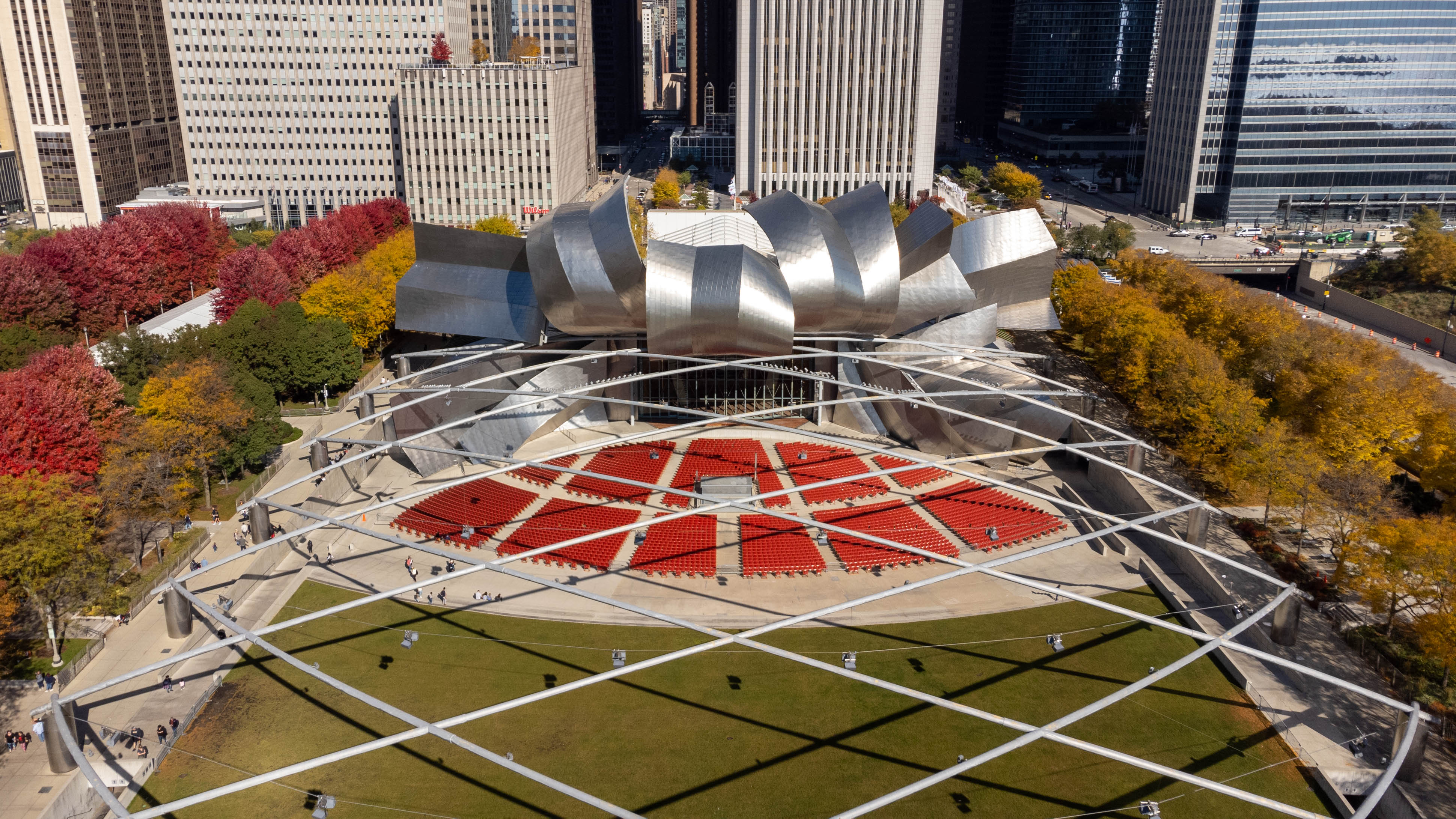
Jay Pritzker Pavilion, 2022

Der Jay Pritzker Pavilion ist eine Konzertmuschel im Millennium Park im Chicago Loop in Chicago. Er liegt auf der Südseite der Randolph Street. Der Pavillon wurde nach Jay Pritzker, dessen Familie Eigentümer der Hyatt-Hotels ist, benannt. Das Gebäude wurde vom Architekten Frank Gehry entworfen. Der Pavillon wurde zwischen Juni 1999 und Juli 2004 gebaut und am 16. Juli 2004 offiziell eröffnet.

## Hintergrund

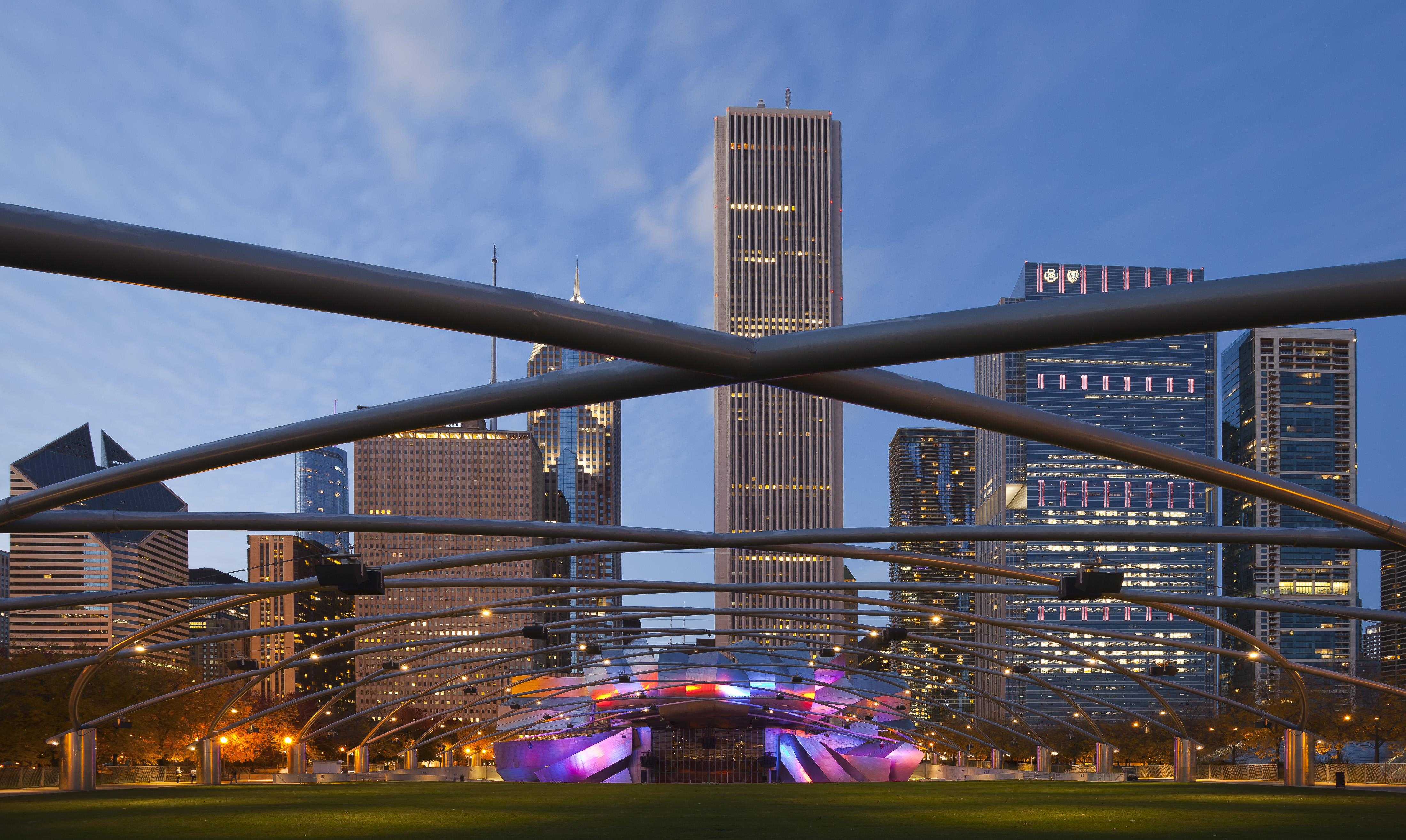
Pavilion und Skyline von Chicago im Hintergrund, 2012

Der Pavillon dient als Herzstück des Millennium Parks und ist das neue Domizil des Grant Park Symphony Orchesters und Chores und des Grant Park Music Festivals. Außerdem beherbergt es eine breite Palette von Veranstaltungen. Interpreten von Mainstream-Rock-Bands, klassische Musiker und Opernsänger sind im Pavillon aufgetreten, aber auch Events für körperliche Fitness wie Yoga fanden dort statt. Alle Proben im Pavillon sind öffentlich.
Dem Bau des Pavillons ging ein Rechtsstreit voran, da es historische Beschränkungen für die Höhe der Gebäude im Grant Park gab. Um diese rechtlichen Einschränkungen zu vermeiden, stuft die Stadt die Konzertmuschel als Kunstwerk und nicht als Gebäude ein. 
Aufgrund von Design- und Montageproblemen wurden die Baupläne im Laufe der Zeit mehrfach überarbeitet. Am Ende wurde die Konzertmuschel mit einem großen Festsitzplatzbereich mit 4000 Sitzen sowie weiteren 7000 Sitzen auf dem Great Lawn, einer Edelstahlgitterkonstruktion und einem Sound-System gebaut. Das akustische Design des Sound-Systems ermöglicht ein Sounderlebnis, das an einen Konzertsaal erinnert.